# Kathleen Robertson

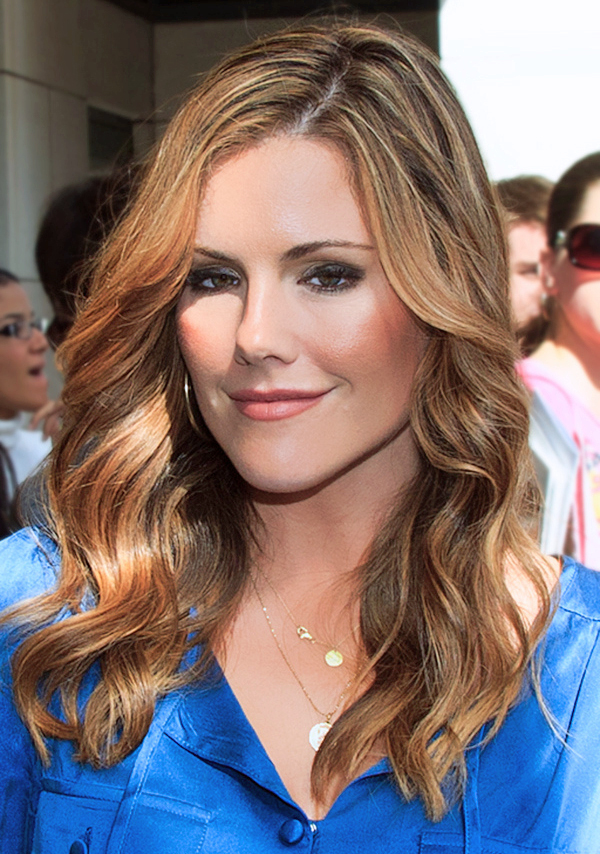
Kathleen Robertson (2010)

Kathleen Robertson (* 8. Juli 1973 in Hamilton, Ontario) ist eine kanadische Schauspielerin.

## Karriere
Kathleen Robertson, die in der Schule eine Schauspielklasse besuchte, begann ihre Karriere bereits im Alter von zehn Jahren. Ihre erste Rolle hatte sie in einem lokalen Theaterstück in der Annie-Music-Hall. Die Kanadierin sammelte erste Fernseh-Erfahrungen mit Gastauftritten in Ultraman – Mein geheimes Ich und E.N.G. Später spielte sie als Tina Edison in der kanadischen Comedyserie Maniac Mansion mit.
Nach einigen Filmen wie Circle of Fear, Liar’s Edge by Canada’s National Film Board, Blown Away, A Lapse of Memory, Quiet Killer und Survive the Night und weiteren Gastauftritten in Serien, unter anderem in Burkes Gesetz. 1992 erhielt sie ihre wohl bekannteste Rolle als Clare Arnold in der Jugendserie Beverly Hills, 90210. Aus den ursprünglich geplanten fünf Episoden wurden schließlich drei komplette Staffeln.
1997 verließ Kathleen Robertson die Fernsehproduktion und konzentrierte sich wieder vermehrt auf Filme wie Nowhere und City, Friends & Sex von Gregg Araki, Dog Park von Bruce McCulloch oder Garry Marshalls Die Braut, die sich nicht traut.
Kathleen Robertson lebt mit ihrem Mann Chris Cowles und ihrem Sohn (* 2008) in Los Angeles.

## Filmografie (Auswahl)
- 1988: Ultraman – Mein geheimes Ich (My Secret Identity, Fernsehserie, Episode 1x11)
- 1990–1993: Maniac Mansion (Fernsehserie, 65 Episoden)
- 1992: Schattenwelt (Lapse of Memory)
- 1993: Leben am Abgrund (Liar's Edge)
- 1993: Hetzjagd durch die Hölle (Survive the Night, Fernsehfilm)
- 1993: Blown Away – Ausgelöscht
- 1994–1997: Beverly Hills, 90210 (Fernsehserie, 99 Episoden)
- 1995: Der Preis der Rache (In the Line of Duty: The Price of Vengeance, Fernsehfilm)
- 1997: Nowhere
- 1998: Dog Park
- 1999: Die Braut, die sich nicht traut (Runaway Bride)
- 1999: City, Friends & Sex (Splendor)
- 2000: Psycho Beach Party
- 2000: Beautiful
- 2001: Scary Movie 2
- 2001: Ich bin Sam (I am Sam)
- 2002: Coles und die Frauen (XX/XY)
- 2002: Torso – Die Evelyn Dick Story (Torso: The Evelyn Dick Story)
- 2003: The Fan – Schatten des Ruhms (I Love Your Work)
- 2003: In the Dark (Fernsehfilm)
- 2004: Control – Du sollst nicht töten (Control)
- 2004: Until the Night
- 2005: Mall Cop
- 2005: Criminal Intent – Verbrechen im Visier (Fernsehserie, Episode 4x10)
- 2006: Last Exit
- 2006: Die Hollywood-Verschwörung (Hollywoodland)
- 2007: Tin Man – Kampf um den Smaragd des Lichts (Tin Man, Miniserie, 3 Episoden)
- 2008: Player 5150
- 2008: The Terrorist Next Door
- 2008: Glitch
- 2010: Not Since You
- 2010: CSI: Miami (Fernsehserie, Episode 8x21)
- 2011: Rookie Blue (Fernsehserie, Episode 2x10)
- 2011: A Night for Dying Tigers
- 2011: Down the Road Again
- 2011–2012: Boss (Fernsehserie, 18 Episoden)
- 2012: Losing Control
- 2012: Code Name: Geronimo (Seal Team Six: The Raid on Osama Bin Laden)
- 2013: Time of Death (Fernsehfilm)
- 2013: Mr. Hockey: The Gordie Howe Story (Fernsehfilm)
- 2013: Cracked (Fernsehserie, Episode 1x04)
- 2014: Bates Motel (Fernsehserie, 5 Episoden)
- 2014–2016: Murder in the First (Fernsehserie, 32 Episoden)
- 2015: The Vatican Tapes
- 2015: The Fixer (Fernsehserie, 4 Episoden)
- 2019: Northern Rescue (Fernsehserie, 10 Episoden)
- 2021: We’re All in This Together
- 2021–2022: The Expanse (Fernsehserie, 6 Episoden)
- 2022: Swimming with Sharks (Serie, 4 Episoden)